# Ярмолюк Ярослав Петрович
Ярмолюк Ярослав Петрович  — український вчений у галузі хімії неорганічних сполук, хімік неорганік, кандидат хімічних наук (Дослідження по кристалохімії тернарних силіцидів перехідних металів,1971), доцент (1977).

## Життєпис
Ярмолюк Ярослав Петрович народився 28 листопада 1942 р. у місті Броди Львівської області –хімік неорганік, кандидат хімічних наук (Дослідження по кристалохімії тернарних силіцидів перехідних металів,1971), доцент (1977). Закінчив з відзнакою хімічний факультет Львівського університету (1964), аспірантуру (1967), стажувався у Празькому хімікотехнічному інституті та Карловому університеті (1969-70). У 1967-69 став інженером, у 1971-77 –асистом, з 1983-86 ст. наук, співробітник кафедри неорганічної хімії. З 1977 до 1983 року був доцентом кафедри радіоелектронного матеріалознавства Львівського університету.
Помер Ярослав Петрович 11 липня 1986 р. у місті Львові.

## Наукові досягнення
Науковими інтересами Ярослава Петровича були: кристалохімія тернарних галідів та інтерметаліних сполук урану;відкрита ним кристалохімічна закономірність про лінійну зміну координаційного числа від складу сполуки відома в кристалохімії як феномен Я.-Крип'якевича. Близько 150 праць, зокрема, Сполуки зі структурою типу TiNiSi в системах двох перехідних металів з Si або Ge (ВЛУ. Сер. Хім.1969.Вип.11;зі співват.);О средних взвешенных координационных ислах и генезисе структур с плотнейшей упаковкой атомов неодинакового размера и нормальними координационными многогранниками (Кристаллография.1974 р. Том 19,№ 3; с соавтором); Интерметаллические соединения RGa2Ni и RGa4Ni в системах {Y, Sm, Gd, Tb, Dy, Ho, Er, Tm, Yb, Lu}4-Ga-Ni (Металлы.1981 р.№ 5; с соавтором); Гомологическая серия плоских (двухсеточных) гексагональних структур(Кристаллография.1983 р. Том 28,№ 6,с соавтором).

## Вибрані публікації
Близько 150 праць.
- Сполуки зі структурою типу TiNiSi в системах двох перехідних металів з Si або Ge(ВЛУ. Сер. Хім.1969.Вип.11);
- О средних взвешенных координационных ислах и генезисе структур с плотнейшей упаковкой атомов неодинакового размера и нормальними координационными многогранниками (Кристаллография.1974 р. Том 19,№ 3);
- Интерметаллические соединения RGa2Ni и RGa4Ni в системах {Y, Sm, Gd, Tb, Dy, Ho, Er, Tm, Yb, Lu}4-Ga-Ni (Металлы. 1981 р.№ 5);
- Гомологическая серия плоских (двухсеточных) гексагональних структур (Кристаллография.1983 р. Том 28,№ 6);